# Agia Bria
Agia Isabel Bria (* 28. September 1996) ist eine osttimoresische Fußballspielerin.

## Karriere
Agia Bria stand im vorläufigen Kader der osttimoresischen Nationalmannschaft für die Südostasienmeisterschaft 2016, wurde allerdings nicht in den endgültigen Kader berufen und verpasste dadurch die ersten Länderspiele in der Geschichte des Landes. Am 19. August 2019 debütierte die Stürmerin für die Nationalmannschaft bei der 0:9-Niederlage gegen Thailand im dritten Spiel der Südostasienmeisterschaft 2019 und spielte dabei über die volle Distanz.
Im Sommer 2020 spielte die Osttimoresin auf Vereinsebene für den Hauptstadtclub Académica FC in der Liga Futebol Feto Timor-Leste.